# Camí del Rossinyol
El Camí del Rossinyol és un camí rural del terme municipal de Monistrol de Calders, a la comarca del Moianès.
Arrenca de la carretera B-124 a prop del triterme entre els municipis de Granera, Mura i Monistrol de Calders, al Coll Blanc, en el punt quilomètric 27,150, des d'on s'adreça cap al nord lleugerament decantat cap a llevant, per arribar a la Quintana del Rossinyol, on actualment queda mort. Antigament des d'aquest lloc pujava fins a la masia del Rossinyol, ja que era l'únic camí d'accés. En l'actualitat, des de mitjan segle xx, un camí més planer l'ha substituït.
Un cop a la masia, a la qual pujava a través dels camps de la Quintana, el camí s'adreçava cap al nord-nord-est, pel vessant de llevant del Puig del Rossinyol, passava per la Font de les Tres Pinasses, i anava baixant pel vessant nord-est del Puig del Rossinyol cap a la vall del torrent de l'Om.